# هارولد هاركورت
هارولد هاركورت هو مجدف كندي، ولد في 5 يوليو 1896 في تورونتو في كندا، وتوفي بنفس المكان في 17 ديسمبر 1970.

## وصلات خارجية
- هارولد هاركورت على موقع الاتحاد الدولي للتجديف (الإنجليزية)
- هارولد هاركورت على موقع أوليمبيديا (الإنجليزية)